# Намибийски долар
Вижте пояснителната страница за други значения на Долар.
Намибийски долар (код на валута NAD) е официалната валута на Намибия от 1993 г. насам. За обозначаването и обикновено се ползва знака $, а алтернативния вариант е N$ за да я отличи от други валути обозначавани по този начин. Той е разделен на 100 цента.

## История
В периода на Германската си окупация официалната валута използвана в колонията била Германска Югозападноафриканска марка. В хода на Първата световна война ЮАС окупира днешна Намибия и от 1915 г. въвежда официално в употреба южноафриканския паунд. Днешният намибийски долар е въведен в употреба през 1993 г. и заменя южноафриканския ранд. В периода между 1990 – 1993 г. Намибия влиза в Единна валутна зона заедно с ЮАР и още няколко страни от Южна Африка. Въпреки че днес тя не е член на този съюз намибийския долар е вързан към южноафриканския ранд и се обменя с него в съотношение едно към едно. Южноафриканския ранд и днес се използва за платежно средство в страната.
През 1990 г. успоредно с извоюването на независимостта се създава необходимост от въвеждането на нова национална валута. Националната банка на Намибия предлага новата единица да се нарече калахар свързвайки я с пустинята Калахари заемаща значителна част от източната половина на Намибия. Въпреки това обаче предложението не е осъществено.
На 15 септември 1993 г. националната банка на Намибия издава първите банкноти, а през месец декември издава и първите монети.

## Монети
Емитират се монети от 5, 10 и 50 цента, както и от 1, 5 и 10 долара.
Годините на сечене на монетите са: 1993, 1996, 1998, 2000 и 2002. Центовите монети са изработени от никелово обвита стомана, а доларовите от месинг.

## Банкноти
Емитират се банкноти от 10, 20, 50, 100 и 200 долара.